# Modo (literatura)
Na literatura e em outras mídias artísticas, um modo é um termo crítico inespecífico que geralmente designa um tipo amplo, mas identificável, de método, humor ou maneira literária que não está vinculado exclusivamente a uma forma ou gênero específicos. Exemplos são o modo satírico, o irônico, o cômico, o pastoral e o didático.

## História
Em sua obra Poética, o antigo filósofo grego Aristóteles usa "modo" em um sentido mais específico. Os tipos de poesia, ele escreve, podem ser diferenciados de três maneiras: de acordo com seu meio de imitação, de acordo com seus objetos de imitação e de acordo com seu modo ou "maneira" de imitação (seção I). "Como o meio é o mesmo e os objetos são os mesmos, o poeta pode imitar por meio da narração - caso em que ele pode assumir outra personalidade como Homero, ou falar em sua própria pessoa, inalterada - ou pode apresentar todos os seus personagens como vivendo e se movendo diante de nós" (seção III). De acordo com esta definição, "narrativa" e "dramática" são modos de ficção:
"Esta não é apenas uma distinção técnica, mas constitui, antes, um dos princípios cardeais de uma poética do drama em oposição a uma poética da ficção narrativa. A distinção está, de fato, implícita na diferenciação aristotélica dos modos de representação, ou seja, diegese (descrição narrativa) versus mimesis (imitação direta). Tem, como veremos, consequências importantes tanto para a lógica quanto para a linguagem do drama."

## Escrita de ficção
A ficção é uma forma de narrativa, um dos quatro modos retóricos de discurso. A escrita de ficção também tem formas distintas de expressão, ou modos, cada um com seus próprios propósitos e convenções. O agente e autor Evan Marshall identifica cinco modos de escrita de ficção : ação, resumo, diálogo, sentimentos/pensamentos e pano de fundo. A autora e instrutora de redação Jessica Page Morrell lista seis modos de entrega para a escrita de ficção: ação, exposição, descrição, diálogo, resumo e transição. O autor Peter Selgin refere-se a métodos, incluindo ação, diálogo, pensamentos, resumo, cena e descrição.

## Sumarização
Sumarização (também conhecido como resumo, narração ou sumarização narrativa) é o modo de escrita de ficção pelo qual os eventos da história são condensados. O leitor é informado do que acontece, em vez de mostrado. No axioma da escrita de ficção "Mostre, não conte" o "contar" é muitas vezes na forma de sumarização.
A sumarização tem usos importantes:
- Para conectar uma parte de uma história a outra
- Para relatar eventos cujos detalhes não são importantes
- Para encurtar o tempo
- Para transmitir um estado emocional durante um longo período de tempo[7]
- Variar o ritmo e a textura da escrita[8]

A principal vantagem do resumo é que ele ocupa menos espaço. De acordo com o autor Orson Scott Card, tanto a ação quanto a sumarização podem estar certas, ou podem estar erradas. Fatores como ritmo, passo e tom entram em jogo. O objetivo é obter o equilíbrio certo entre contar versus mostrar, ação versus sumarização.

## Introspecção
A introspecção (também conhecida como diálogo interno, monólogo interior, conversa interna) é o modo de escrita de ficção usado para transmitir os pensamentos de um personagem. Conforme explicado por Renni Browne e Dave King, "Um dos grandes dons da literatura é que ela permite a expressão de pensamentos não expressos..." De acordo com Nancy Kress, os pensamentos de um personagem podem melhorar muito uma história: aprofundar a caracterização, aumentar a tensão e ampliar o escopo de uma história. Conforme descrito por Jack M. Bickham, o pensamento desempenha um papel crítico tanto na cena quanto na sequência.

## Redação de ensaios
De acordo com Frederick Crews, é tradicional e útil pensar que os ensaios se enquadram em quatro tipos, correspondendo a quatro funções básicas da prosa: descrição ou representação; narração, ou contar; exposição ou explicação; e argumento, ou convencimento. Susan Anker distingue entre nove modos diferentes de redação: narração, ou escrita que conta histórias; ilustração, ou escrita que dê exemplos; descrição ou escrita que cria imagens em palavras; análise de processo, ou escrita que explica como as coisas acontecem; classificação ou escrita que classifica as coisas em grupos; definição ou escrita que diz o que algo significa; comparação e contraste, ou escrita que mostra semelhanças e diferenças; causa e efeito, ou escrita que explica razões ou resultados; e argumento, ou escrita que convence.